# Il ristorante all'angolo
Il ristorante all'angolo (Blood Diner) è un film splatter del 1987 ampiamente ispirato da Blood Feast del 1963, diretto dalla regista Jackie Kong, una delle pochissime donne ad aver firmato un horror.
Il film è stato girato con un budget molto basso e attori sconosciuti e presi dalla strada, molti di questi non hanno più recitato in nessun altro film.

## Trama
Vent'anni dopo l'uccisione da parte della polizia di Anwar Tutman, un cannibale che venerava la dea Sheetar, i suoi  nipoti ne riesumano il cervello che conservano in vita tenendolo immerso in uno strano liquido. Il cervello gli dice come fare per resuscitare la dea Sheetar: devono prendere membra di varie prostitute, il corpo di una vergine e ricostruirne il corpo. Tutto durante un "banchetto di sangue". 
I due nipoti fanno ciò che il cervello dello zio ha ordinato loro e danno una grande festa nel loro ristorante in modo da coinvolgere molte vittime nel massacro finale.
Due detective si insospettiscono a causa dell'improvviso impennarsi del numero di omicidi e riescono a scoprire le intenzioni dei due fratelli solamente durante il corso della festa in questione.